# Repubblica Popolare di Bulgaria
La Repubblica Popolare di Bulgaria (in bulgaro Народна република България, НРБ?, Narodna republika Bălgarija, NRB) era il nome ufficiale dello Stato comunista della Bulgaria dal 1946 al 1990, instaurato con l'appoggio dell'Unione Sovietica dopo la seconda guerra mondiale.
Era caratterizzata da un regime fortemente autoritario, che sotto la guida del Partito Comunista Bulgaro (PCB) esercitava uno stretto controllo sulla vita politica, economica e sociale del Paese. La particolare durezza del regime comunista di Sofia, considerato uno dei più rigidi e obbedienti alla linea sovietica nell'ambito del blocco orientale, ha portato alla diffusione di espressioni come "maggioranza bulgara" e più in generale all'uso dell'aggettivo "bulgaro" come sinonimo di dispotico e repressivo.

## Storia

### Stalinismo
Il 9 settembre 1944, con la ritirata delle truppe dell'Asse, un colpo di Stato instaurò un governo guidato da Kimon Georgiev che abolì, a seguito di un plebiscito, la monarchia. A partire dalla fine della guerra, la Bulgaria fu governata dal Fronte della Patria guidato da Georgi Dimitrov, fino alla sua morte nel luglio 1949, che generò sospetti viste le sue simpatie titoiste. La morte coincise con l'espulsione di Tito dal Cominform e fu seguita dalla "caccia alle streghe" titoiste in Bulgaria. Questa situazione culminò con il processo farsa e l'esecuzione del primo ministro Trajčo Kostov; l'anziano Kolarov morì nel 1950 e il potere passò pertanto a uno stalinista radicale, Vălko Červenkov.
Il processo di industrializzazione subì un'accelerazione fino al punto dell'insostenibilità; l'agricoltura fu collettivizzata e le ribellioni dei contadini furono soppresse con la forza. Circa 12.000 persone passarono attraverso i campi di lavoro tra la fine della seconda guerra mondiale e la morte di Stalin nel 1953. Il patriarca ortodosso fu confinato in un monastero e la Chiesa fu posta sotto controllo statale. Nel 1950 furono rotte le relazioni diplomatiche con gli Stati Uniti. In questo periodo iniziarono le persecuzioni della minoranza turca e si riaccesero le dispute territoriali con Grecia e Jugoslavia.
Il seguito di Červenkov nel Partito Comunista era troppo limitato per garantirgli una duratura sopravvivenza politica dopo la morte di Stalin. Nel marzo 1954, un anno dopo la morte di Stalin, Červenkov fu infatti deposto dalla carica di segretario del partito con l'approvazione della nuova leadership di Mosca e fu sostituito dal giovane Todor Živkov. Červenkov rimase primo ministro fino all'aprile 1956, quando fu definitivamente deposto e sostituito da Anton Jugov.

### Era di Živkov

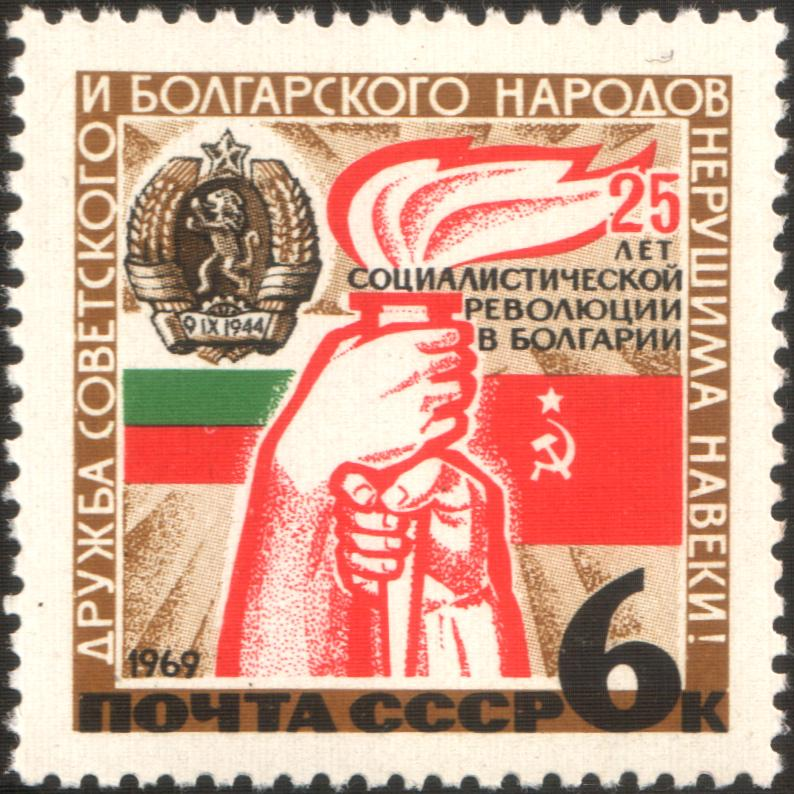
"L'amicizia tra l'Unione Sovietica e il popolo bulgaro – indistruttibile per l'eternità", francobollo sovietico del 1969 che commemora il 25º anniversario della rivoluzione socialista in Bulgaria

Todor Živkov governò la Bulgaria per i successivi trentacinque anni, con una politica totalmente fedele ai dettami sovietici. Nel 1955 la Bulgaria fu tra i membri fondatori del Patto di Varsavia, l'alleanza militare dei Paesi del blocco orientale. Ripresero le relazioni con Grecia e Jugoslavia, furono chiusi i campi di lavoro e si denunciarono i processi e le esecuzioni di Kostov e di altri "titoisti" (anche se non quella di Nikola Petkov e di altre vittime non-comuniste delle purghe del 1947). Furono reistituite alcune forme limitate di libertà di espressione e terminò la persecuzione alla Chiesa. Le rivolte in Polonia e Ungheria del 1956 non ebbero seguito in Bulgaria, ma il partito pose comunque fermi limiti (anche grazie alla polizia segreta, il KDS) agli intellettuali e alla libertà di scrittura per impedire qualsiasi sollevazione popolare.
Jugov si ritirò dalla politica nel 1962 e Živkov divenne primo ministro, nonché segretario del partito. Nel 1971 venne emanata una nuova costituzione grazie alla quale Živkov acquisì la carica capo dello Stato (presidente del Consiglio di Stato), mentre la carica di primo ministro fu affidata Stanko Todorov. Nel 1964 avvenne il passaggio di consegne tra Nikita Chruščëv e Leonid Brežnev: Živkov ebbe ottimi rapporti anche con il nuovo leader e nel 1968 dimostrò ancora una volta la sua lealtà verso l'Unione Sovietica prendendo parte all'invasione della Cecoslovacchia da parte del Patto di Varsavia; a partire da questo momento la Bulgaria venne generalmente indicata come l'alleata più fedele dei sovietici nell'Europa orientale.

### Caduta del regime
Anche se non era mai stato stalinista nei modi, a partire dalla fine degli anni settanta Živkov rese il suo governo sempre più severo e totalitario: stemperò questa tendenza la morte, avvenuta nel 1981, dell'amata figlia Ljudmila. La stagione di riforme aperta da Michail Gorbačëv ebbe un profondo impatto in Bulgaria dato che la classe dirigente comunista, ormai anziana, non aveva la forza per poter resistere a cambiamenti così netti e radicali; nel novembre del 1989 si svolse una manifestazione ecologista e anti-governativa organizzata dal nuovo movimento civile Ekoglasnost a Sofia, ma alle rivendicazioni ambientali si unirono quasi subito quelle politiche.
La dirigenza del Partito Comunista Bulgaro si rese conto che era arrivata l'ora di cambiare e il 10 novembre Živkov, ormai settantottenne, venne sostituito nella carica di capo dello Stato dal ministro degli Esteri Petăr Mladenov. La prontezza del politburo nel prendere questa decisione impedì che nascesse nel Paese un forte clima di tensione che potesse generare un cambiamento rivoluzionario. Di fatto anche nel dicembre del 1989, di fronte a una protesta contro il governo, Mladenov pronunciò la famosa frase: «Meglio che vengano i carrarmati» (in bulgaro: По-добре танковете да дойдат, Po-dobre tankovete da dojdat).
Mladenov si disse convinto del fallimento del sistema comunista: «È molto semplice. L'esperimento del 1917 non ha funzionato. Lenin aveva predetto che sarebbe prevalso il sistema capace di garantire una maggiore produttività, ed è stato provato che questo sistema è il capitalismo».
Mladenov traghettò lo Stato dall'economia socialista a quella di mercato fino al febbraio del 1990, quando il Partito Comunista Bulgaro rinunciò volontariamente al potere: nel giugno dello stesso anno si organizzarono delle elezioni politiche che aprirono la strada del multipartitismo anche in Bulgaria. Mladenov rimase capo dello Stato fino al 6 aprile e presidente del consiglio ad interim fino al 6 luglio: il passaggio di consegne a Želju Želev determinò la fine della storia della Bulgaria socialista.

## Nazionalcomunismo
Analogamente ad altri Paesi del blocco orientale, il regime comunista bulgaro promosse politiche che combinavano marxismo e nazionalismo. Il nazionalcomunismo bulgaro è considerato particolarmente significativo, anche perché il padre fondatore della repubblica popolare, Dimitrov, era stato il principale teorico della cosiddetta "linea nazionale" intrapresa dal Comintern a partire dal VII Congresso del 1935.

Todor Živkov (a destra) suona la gaida, tipica cornamusa bulgara (circa 1960)

La promozione del nazionalismo raggiunse il suo apice durante il lungo governo di Živkov. Intrapresa negli anni 1960 una politica volta a ottenere il consenso della classe intellettuale bulgara, nel 1967 Živkov iniziò a sottolineare la necessità di un'educazione «patriottica» dei giovani e affermò che il partito aveva trascurato la storia bulgara e le sue «gloriose tradizioni rivoluzionarie». Furono rivalutate e celebrate in chiave nazionalista personalità e istituzioni storiche in precedenza ufficialmente disprezzate dal PCB come borghesi e reazionarie. In particolare, la Chiesa ortodossa bulgara venne raffigurata come il difensore degli interessi nazionali bulgari prima del 1944. Nel 1981, nell'ambito delle sfarzose cerimonie per il 1 300º anniversario dello Stato bulgaro, Živkov dichiarò che «l'ardente patriottismo è una delle qualità distintive del nostro popolo».

## Persecuzione delle minoranze

### Primi provvedimenti di assimilazione forzata
Le politiche nazionaliste, volte a creare un'identità nazionale bulgara uniforme, condussero a un'attiva persecuzione delle minoranze etniche come i macedoni e soprattutto la popolazione di religione islamica, composta dai turchi bulgari e dai pomacchi e che costituiva circa il 10% dell'intera popolazione del Paese.
Dopo un'iniziale riconoscimento da parte del partito, sotto Živkov l'esistenza di una nazionalità macedone venne negata, cosicché i macedoni passarono dai circa 150 000 del 1946 a meno di 9 000 in base al censimento del 1965. Le condizioni delle numerose comunità musulmane, la cui presenza in Bulgaria era eredità della secolare dominazione ottomana, erano più problematiche e peggiorarono nel corso degli anni, con l'introduzione di politiche discriminatorie sotto la copertura della modernità socialista. Nella prima fase del regime (1944-1949), la politica nei confronti delle minoranze ricalcò il modello sovietico: la costituzione del 1947 riconosceva l'esistenza di comunità turche e pomacche come minoranze etniche distinte e la libertà di culto, sebbene la pratica religiosa venisse nei fatti scoraggiata. A seguito della rottura Tito-Stalin e dell'ascesa al potere di Červenkov, la politica apparentemente tollerante cedette gradualmente a misure repressive. Negli ultimi mesi della guerra civile greca, nell'inverno del 1948-49, le autorità bulgare trasferirono con la forza diversi villaggi pomacchi dalla frontiera greca verso l'interno. Nel 1950 iniziarono a incoraggiare l'emigrazione dei turchi etnici; alla fine dell'anno seguente, secondo le autorità bulgare, fino a 155 000 turchi bulgari erano emigrati in Turchia. L'ondata migratoria ebbe fine solo con la chiusura delle frontiere da parte della Turchia.
Nel 1951, il politburo tornò a una politica d'integrazione permettendo l'insegnamento del turco e incoraggiando gli studi superiori per i turchi etnici, al fine di integrarli nel sistema socialista. Con l'ascesa di Živkov, la politica verso le minoranze divenne coercitiva e assimilazionista. Nel 1956, il comitato centrale del PCB dichiarò turchi, pomacchi e rom parte integrante della nazione bulgara, negandone l'individualità etnoreligiosa. Dal 1956, la "rivoluzione culturale" mirò a sradicare le "anomalie" economiche e culturali nelle campagne, collettivizzando le proprietà nei distretti musulmani e combattendo le pratiche islamiche nelle famiglie, al fine di infondere loro una coscienza "socialista".
A partire dal 1958-59, l'insegnamento del turco fu gradualmente abolito. Nei primi anni 1960, le autorità fecero pressioni su pomacchi e rom per affinché adottassero nomi bulgari, spesso con misure coercitive e violenza, causando disordini in diversi villaggi pomacchi nel 1964. Nel 1969, un accordo con la Turchia portò all'emigrazione di oltre 100 000 turchi etnici. La politica comunista mirava all'assimilazione forzata, considerando l'emigrazione un'opzione secondaria accettabile. Nel 1970, il comitato centrale confermò la correttezza delle campagne di ridenominazione dei pomacchi, cosicché tra il 1971 e il 1973 vi furono ulteriori tentativi, supportati dalla milizia e dagli attivisti di partito. La resistenza dei pomacchi portò nel 1974 alla deportazione di centinaia di essi, mentre oltre 200 000 persone furono rinominate. Dal 1972 tutti i corsi di lingua turca furono vietati, tranne all'Università di Sofia. La costituzione del 1971 non menzionava le minoranze, mentre nel 1974 il PCB parlò di «nazione socialista bulgara unificata». Tre anni dopo dichiarò che la Bulgaria era composta quasi interamente «da un unico tipo etnico e si dirigeva verso una completa omogeneità», intensificando le politiche assimilazioniste.

### Il "processo di rinascita"
L'apice delle politiche di assimilazione del PCB fu raggiunto negli anni 1980 con il "processo di rinascita", che mobilitava l'intero apparato del partito-Stato nell'imposizione di un'identità bulgara alla popolazione turca. Avviato tra il 1984 e il 1985 nella regione dei Rodopi, dove vivevano molti turchi e altri musulmani, fu successivamente esteso al resto del Paese. Entro il gennaio 1985 oltre 300 000 turchi bulgari furono "rinominati". Anche se simile alle precedenti campagne di ridenominazione, il "processo di rinascita" si distinse per portata e ambizione, con l'obiettivo di completare l'assimilazione in circa vent'anni. La campagna coinvolse l'apparato di sicurezza del regime, che isolava i villaggi musulmani e sostituiva i documenti d'identità degli abitanti con nuove versioni recanti esclusivamente nomi bulgari. La violenza era più contenuta nelle aree con popolazione mista, mentre nelle zone più isolate si registrarono vari scontri. Si stima che nel dicembre 1984 decine di turchi furono uccisi in episodi di repressione, avvenuti a Mihaylovgrad (oggi Montana) e in altre località minori. Oltre all'imposizione dei nomi bulgari, il "processo di rinascita" mirava a eliminare i segni esteriori della cultura e della religione turche. Vennero pubblicati studi accademici per sostenere la tesi che i turchi etnici avessero origini bulgare e fossero stati convertiti forzatamente all'Islam durante il dominio ottomano.
A seguito dell'aumento della resistenza interna e delle pressioni esterne, nell'estate del 1989 le autorità bulgare decisero di aprire il confine con la Turchia, tentando di costringere il maggior numero possibile di turchi a emigrare. Più di 370 000 persone attraversarono il confine entro la fine dell'anno. La tempistica del "processo di rinascita" suggerisce che fosse stato avviato come risposta alla crisi economica e al declino demografico, che interessava soprattutto i bulgari. Inoltre, eventi contemporanei dell'area balcanica, come le rivolte albanesi in Kosovo del 1981 e il processo per "nazionalismo islamista" contro Alija Izetbegović in Jugoslavia del 1983, potrebbero aver spinto Živkov a inasprire le politiche assimilazioniste. Il "processo di rinascita" non solo fallì nel suo obiettivo di omogeneizzare la popolazione, ma alimentò nuovi risentimenti e suscitò una diffusa disapprovazione internazionale.

## Economia
La Repubblica Popolare di Bulgaria aveva un'economia pianificata. A metà degli anni 1940, quando iniziò il processo di collettivizzazione, la Bulgaria era uno Stato prevalentemente agricolo, con circa l'80% della popolazione situata nelle aree rurali.
Il Paese conobbe un rapido sviluppo industriale a partire dagli anni 1950. Nel decennio successivo, l'economia nazionale apparve profondamente trasformata. Sebbene persistessero molte difficoltà, come la povertà degli alloggi e l'insufficienza delle infrastrutture urbane, la modernizzazione fu reale. La produzione industriale si rivolse poi all'alta tecnologia, un settore che rappresentava il 14% del PIL tra il 1985 e il 1990. Le fabbriche bulgare producevano processori, dischi rigidi, unità floppy disk e robot industriali.

## Elenco deileader
Segretari generali del Partito Comunista Bulgaro: 
- Georgi Dimitrov (1946-1949)
- Vălko Červenkov (1949-1954)
- Todor Živkov (1954-1989)
- Petăr Mladenov (1989-1990)

Presidenti della Presidenza Provvisoria della Repubblica Popolare di Bulgaria: 
- Vasil Kolarov (1946-1947)

Presidenti del Presidium dell'Assemblea Nazionale della Repubblica Popolare di Bulgaria: 
- Minčo Nejčev (1947-1950)
- Georgi Damjanov (1950-1958)
- Georgi Kulišev - Nikolaj Georgiev ad interim (1958)
- Dimităr Ganev (1958-1964)
- Georgi Kulišev - Nikolaj Georgiev ad interim (1964)
- Georgi Trajkov (1964-1971) dell'Unione Agraria Popolare Bulgara

Presidenti del Consiglio di Stato della Repubblica Popolare di Bulgaria:
- Todor Živkov (1971-1989)
- Petăr Mladenov (1989-1990)

Primi ministri della Repubblica Popolare di Bulgaria:
- Georgi Dimitrov (1946-1949)
- Vasil Kolarov (1949-1950)
- Vălko Červenkov (1950-1956)
- Anton Jugov (1956-1962)
- Todor Živkov (1962-1971)
- Stanko Todorov (1971-1981)
- Griša Filipov (1981-1986)
- Georgi Atanasov (1986-1990)
- Andrej Lukanov (1990)